# ユベール・モンテイエ
ユベール・モンテイエ（Hubert Monteilhet, 1928年7月10日 - 2019年5月12日）は、フランスの小説家。パリ出身。主に推理小説、歴史小説を執筆している。

## 経歴
歴史学者として大学講師を勤めるかたわら、1960年に長編サスペンス小説『かまきり』 Les mantes religieuses を発表。当時ベストセラーとなっていたフランスの女流ミステリ作家カトリーヌ・アルレーの影響が見られる悪女ものの殺人スリラーであり、殺人を計画する悪女とその計画を利用する悪女という、2人の悪女の心理的攻防をサスペンスフルに描いている。モンテイエは『かまきり』でフランス推理小説大賞を受賞。
また、『かまきり』は1982年にイギリスにおいて『恐怖の魔力/メドゥーサ・タッチ』（1978年）で知られるジャック・ゴールド監督の演出によって、非常に高い完成度でテレビドラマ化されている（日本版ビデオ題名『ミステリー かまきり』）。
その後も『帰らざる肉体』Le retour des cendres  、『悪魔の舗道』Les pavés du diable  、『愛の囚人』Le foreçat de l'amour 、『殺しは時間をかけて』Meurtre à loisir などサスペンス小説の傑作を立て続けに発表して人気を得る。『帰らざる肉体』はイギリスの鬼才J・リー・トンプソン監督によって『死刑台への招待』(1965年)として映画化され、サスペンス映画の傑作として高い評価を得ている。デビュー作の『かまきり』は前述のようにイギリスで『ミステリー　かまきり』(1982年)として高い完成度でテレビドラマ化された。『殺しは時間をかけて』はフランスで『ジャン＝ポール・ベルモンドの交換結婚』(1972年)として映画化された他、日本では「火曜サスペンス劇場」において『妻よ睡れ（つまよねむれ）』(1982年)としてテレビドラマ化され、このドラマもミステリ愛好家から高い評価を得た。
サスペンス作家として名声を得る一方、本業の歴史学者としての知識と研究を活かした歴史小説も執筆。1976年にパリのドノエル出版から最初の歴史小説 Sophie ou les Galanteries exemplaires を刊行して以降、サスペンス小説ほど作品数は多くないものの、現在までに十数冊の歴史小説を発表している。歴史小説の分野での代表作は1984年に発表した『ネロの都の物語（ネロポリス－ネロの時代の物語）』Néropolis: Roman des temps néroniens であり、この作品は歴史研究家によって高く評価された。
2019年5月12日に死去。90歳没。

## 作風
モンテイエのサスペンス小説の作風は大きく2つに分かれ、一方はデビュー作『かまきり』を筆頭に、『帰らざる肉体』、『愛の囚人』へと連なる破滅的で悲劇的な心理スリラー小説であり、同じフランスのカトリーヌ・アルレーやボワロー＝ナルスジャックといったサスペンス作家の作風に共通するペシミスティックな後味の悪さが特徴的である。その一方で、モンテイエはブラック・ユーモアを主体とした長編ミステリも執筆している。ブラック・ユーモアの代表作としては『悪魔の舗道』、『完全犯罪売ります』、『殺しは時間をかけて』などが挙げられる。
ユベール・モンテイエのサスペンス小説には、しばしばピエール・ショデルロ・ド・ラクロからの影響が指摘される。モンテイエの処女作で代表作の『かまきり』のプロットにド・ラクロの『危険な関係』からの影響が顕著であるほか、書簡形式でストーリーを進めていく構成を好む点にラクロからの影響が窺える。その他の特徴としては、「悪女」を描くことにかけて定評があること、「宗教」を重要なテーマとして作中に盛り込む傾向がある点などが挙げられる。

## 主な作品
日本語訳のあるものを挙げている。

### サスペンス小説
- かまきり（Les mantes religieuses）

斎藤正直訳、早川書房（ハヤカワ・ミステリ）、1964年／早川書房（世界ミステリ全集 15）、1973年
- 帰らざる肉体（Le retour des cendres）

大久保和郎訳、早川書房（ハヤカワ・ミステリ）、1963年
- 悪魔の舗道（Les pavés du diable）

三輪秀彦訳、早川書房（ハヤカワ・ミステリ）、1969年
- 愛の囚人（Le foreçat de l'amour）

野口雄司訳、早川書房（ハヤカワ・ミステリ）、1967年
- 完全犯罪売ります（De quelques crimes parfaits）

野口雄司訳、早川書房（ハヤカワ・ミステリ）、1978年
- 殺しは時間をかけて（Meurtre à loisir）

矢永槙訳、早川書房（ハヤカワ・ミステリ）、1978年
- 死にいたる芳香（La part des anges）

榊原晃三訳、早川書房（ハヤカワ・ノヴェルズ）、1992年

### 歴史小説
- ネロの都の物語（ネロポリス－ネロの時代の物語）（Néropolis: Roman des temps néroniens）　
各・上下。栩木泰訳、中央公論社、1988年／中公文庫、1995年。

## 映像化作品

### 映画
- 死刑台への招待　"Return from the Ashes" （イギリス 1965年）

監督：J・リー・トンプソン　出演：マクシミリアン・シェル、サマンサ・エッガー、イングリッド・チューリン、ハーバート・ロム
- 原作：『帰らざる肉体』　大久保和郎訳、早川書房（ハヤカワ・ミステリ）

- ジャン＝ポール・ベルモンドの交換結婚　"Docteur Popaul" （フランス 1972年）

監督：クロード・シャブロル　出演：ジャン＝ポール・ベルモンド、ミア・ファロー、ラウラ・アントネッリ、ダニエル・ルクールトワ
- 原作：『殺しは時間をかけて』　矢永槙訳、早川書房（ハヤカワ・ミステリ）

- あの日のように抱きしめて　"Phoenix" （ドイツ 2014年）

監督：クリスティアン・ペツォールト　出演：ニーナ・ホス、ロナルト・ツェアフェルト
- 原作：『帰らざる肉体』

### テレビドラマ
- ミステリー かまきり　"Praying Mantis" （イギリス 1982年）

監督：ジャック・ゴールド　撮影：ジョン・コキロン　出演：シェリー・ルンギ、カルメン・デュ・ソートワ、ジョナサン・プライス、ピンカス・ブラウン
- 原作：『かまきり』　斎藤正直訳、早川書房（ハヤカワ・ミステリ）
- イギリスの民放チャンネル4 で放送されたテレビドラマながら非常に完成度の高い出来栄え。日本では日本クラウンからビデオソフトが発売された。

- 妻よ睡れ（つまよねむれ） （1982年、火曜サスペンス劇場）

出演：田村正和、大場久美子、結城しのぶ、石橋蓮司
- 原作：『殺しは時間をかけて』　矢永槙訳、早川書房（ハヤカワ・ミステリ）